# Greatest Hits (album de Whodini)
Albums de Whodini
Open Sesame
(1987) Bag-a-Trix
(1991)
Greatest Hits est une compilation de Whodini, sortie en juin 1990.

## Liste des titres
| No  | Titre                                  | Contient un (des) sample(s) de | Durée |
| --- | -------------------------------------- | --- | ----- |
| 1.  | Funky Beat                             | | 5:04  |
| 2.  | One Love                               | | 5:31  |
| 3.  | Friends                                | | 4:41  |
| 4.  | Haunted House of Rock                  | | 6:33  |
| 5.  | Be Yourself (featuring Millie Jackson) | Impeach the President des Honey Drippers Get Up, Get Into It, Get Involved de James Brown The Payback de James Brown Say What? de Trouble Funk | 3:24  |
| 6.  | Freaks Come Out at Night               | | 4:44  |
| 7.  | Five Minutes of Funk                   | | 5:24  |
| 8.  | I'm a Ho                               | | 4:04  |
| 9.  | Tricky Trick                           | You Brought It on Yourself de Whodini | 5:05  |
| 10. | Big Mouth                              | | 2:50  |
| 11. | Any Way I Gotta Swing It               | | 4:27  |
| 12. | In the Beginning                       | | 3:40  |
| 13. | Magic's Wand                           | | 5:39  |
| 14. | Escape (I Need a Break)                | | 3:45  |